# Saint-Philippe (Riunione)
Saint-Philippe è un comune francese di 5 156 abitanti situato nel dipartimento d'oltre mare della Riunione.